# 张肃文
张肃文（1925年11月29日—2020年7月2日），河北正定人（一说甘肃兰州人），中国无线电电子学家，武汉大学电子信息学院教授。

## 生平
1925年生于正定县，1948年毕业于国立武汉大学工学院电机系，以全院第一名成绩连续两学年获得院奖学金，之后留校任教。1953年因院系调整到华中工学院电力系工作，历任助教、讲师、副教授、教授、无线电系主任。1984年应刘道玉邀请调回武汉大学，并创建无线电信息工程系，并担任首任系主任。曾任中国科学院测量与地球物理研究所兼职研究员、解放军军械工程学院特聘兼职教授，1995年退休。1993年起享受国务院政府特殊津贴。
长期从事信号、电路与系统专业的教学和科研工作。编写有《无线电原理》《低频电子线路》《高频电子线路》等教材。
2020年7月2日下午2时41分在武汉大学中南医院逝世。 